# Patinação artística nos Jogos Olímpicos de Inverno de 1992 - Duplas
A competição de duplas da patinação artística nos Jogos Olímpicos de Inverno de 1992 foi disputado entre 18 duplas.

## Medalhistas
| Ouro   | EUN Natalia Mishkutenok / Artur Dmitriev |
| Prata  | EUN Elena Bechke / Denis Petrov          |
| Bronze | CAN Isabelle Brasseur / Lloyd Eisler     |

## Resultados
| #                 | Nome                                 | País                 | PC | PL | TFP  |
| ----------------- | ------------------------------------ | -------------------- | -- | -- | ---- |
| Medalha de ouro   | Natalia Mishkutenok / Artur Dmitriev | EUN Equipa Unificada | 1  | 1  | 1.5  |
| Medalha de prata  | Elena Bechke / Denis Petrov          | EUN Equipa Unificada | 2  | 2  | 3.0  |
| Medalha de bronze | Isabelle Brasseur / Lloyd Eisler     | CAN Canadá           | 3  | 3  | 4.5  |
| 4                 | Radka Kovariková / René Novotný      | TCH Checoslováquia   | 4  | 4  | 6.0  |
| 5                 | Yevgenya Shishkova / Vadim Naumov    | EUN Equipa Unificada | 5  | 5  | 7.5  |
| 6                 | Natasha Kuchiki / Todd Sand          | USA Estados Unidos   | 6  | 6  | 9.0  |
| 7                 | Peggy Schwartz / Alexander König     | GER Alemanha         | 8  | 7  | 11.5 |
| 8                 | Mandy Wötzel / Axel Rauschenbach     | GER Alemanha         | 10 | 8  | 13.0 |
| 9                 | Christine Hough / Doug Ladret        | CAN Canadá           | 9  | 10 | 14.5 |
| 10                | Calla Urbanski / Rocky Marval        | USA Estados Unidos   | 7  | 11 | 14.5 |
| 11                | Jenni Meno / Scott Wendland          | USA Estados Unidos   | 12 | 9  | 15.0 |
| 12                | Sherry Ball / Kris Wirtz             | CAN Canadá           | 11 | 12 | 17.5 |
| 13                | Danielle Carr / Stephen Carr         | AUS Austrália        | 13 | 13 | 19.5 |
| 14                | Rena Inoue / Tomoaki Koyama          | JPN Japão            | 14 | 14 | 21.0 |
| 15                | Anna Tabacchi / Massimo Salvade      | ITA Itália           | 15 | 15 | 22.5 |
| 16                | Line Haddad / Sylvain Prive          | FRA França           | 16 | 16 | 24.0 |
| 17                | Kathryn Pritchard / Jason Briggs     | GBR Grã-Bretanha     | 17 | 17 | 25.5 |
| 18                | Ok Ran Ko / Gwang Ho Kim             | PRK Coreia do Norte  | 18 | 18 | 27.0 |

Legenda
| Recorde mundial      | Recorde mundial (World record)               |                       | Recorde africano                      | Recorde africano (African) |                                           | Q | Classificado por posição (Qualified) |
| Recorde olímpico     | Recorde olímpico (Olympic record)            | Recorde da América    | Recorde da América (Americas)         | q                          | Classificado por melhor tempo (Qualified) |   |                                      |
| Melhor marca do ano  | Melhor marca do ano (World leading)          | Recorde asiático      | Recorde asiático (Asian)              | DNS                        | Não largou (Did not start)                |   |                                      |
| Recorde nacional     | Recorde nacional (National record)           | Recorde europeu       | Recorde europeu (European)            | DNF                        | Não terminou (Did not finish)             |   |                                      |
| Recorde pessoal      | Recorde pessoal do atleta (Personal best)    | Recorde da Oceania    | Recorde da Oceania (Oceania)          | DSQ / DQ                   | Desclassificado (Disqualified)            |   |                                      |
| Recorde da temporada | Recorde da temporada do atleta (Season best) | Recorde sul-americano | Recorde sul-americano (South America) | NM                         | Sem marca (No mark)                       |   |                                      |